# Área Natural de Especial Interés
Una Área Natural de Especial Interés (ANEI) es una espacio natural protegido por el Gobierno de las Islas Baleares, regulado en la Ley 1/1991, de 30 de enero, de Espacios Naturales y de Régimen Urbanístico de las Áreas de Especial Protección de las Islas Baleares.
En el archipiélago hay un total de 80 ANEI, de los cuales 44 están en Mallorca, 19 Menorca, 13 Ibiza y 4 Formentera.